# Trioxys compressicornis
Trioxys compressicornis är en stekelart som beskrevs av Johannes Friedrich Ruthe 1859. Trioxys compressicornis ingår i släktet Trioxys, och familjen bracksteklar. Arten är reproducerande i Sverige.